# Lorenzo Nina
Lorenzo Nina (né le 12 mai 1812 à Recanati, dans l'actuelle province de Macerata, dans les Marches, alors dans les États pontificaux et mort le 25 juillet 1885 à Rome) est un cardinal italien du XIXe siècle, deuxième secrétaire d'État du pape Léon XIII. Il fut nommé cardinal mais n’eut pas de consécration épiscopale.

## Biographie

### Jeunesse
Lorenzo Ninaest le fils d'un notaire, d'une famille distinguée de Recana sans titre nobiliaire.
Il étudie au grand séminaire de Recanati, puis au Séminaire pontifical romain et enfin à l'université de Rome « La Sapienza » où il obtient un doctorat en théologie et les doctorats in utroque jure.

### Prêtrise
Il est ordonné prêtre en décembre 1834. Il devient alors secrétaire de Mgr Giovanni di Pietro, auditeur de la Rote romaine.
Il enseigne à la faculté de droit du séminaire romain à partir de 1853. En 1854, il est nommé camérier d'honneur, au service personnel du pape et travaille au secrétariat de la congrégation du concile de Trente dont il est le sous-secrétaire de 1853 à 1868.
Il occupe diverses fonctions au sein de la Curie romaine, dont celui de protonotaire apostolique, auprès de la Congrégation des rites et de la Congrégation de l'Inquisition et comme préfet des études du séminaire pontifical romain.

### Cardinalat
Le 15 mars 1877, le pape Pie IX le crée cardinal avec le titre de cardinal diacre de Sant'Angelo in Pescheria.
Le 19 octobre de la même année, il est nommé préfet des études de la Curie romaine, puis cardinal-préfet de l'économie de la Congrégation pour la Propagande de la foi. 
Il participe au conclave de 1878, lors duquel Léon XIII est élu pape. 
Le 9 août 1878, le pape nouvellement élu le nomme cardinal secrétaire d'État. Il est également préfet du Palais apostolique. Le 28 février 1879, il opte pour le titre de cardinal prêtre de Sainte-Marie-du-Trastevere. 
Après avoir démissionné du Secrétairerie d'État en 1880, il conserve sa charge de préfet du Palais apostolique. Il devient le 7 novembre 1881, préfet de la congrégation du concile de Trente, de la congrégation de l'Immunité ecclésiastique et de la congrégation spéciale pour la révision des conseils provinciaux, fonctions qu'il occupe jusqu'à sa mort à Rome le 25 juillet 1885 à l'âge de 73 ans. 
Il est connu comme un personnage affable, modéré et pacifique, mais doté d'une mauvaise santé.
Il est enterré au cimetière romain de Verano.

## Principales actions
Lorenzo Nina applique une politique de conciliation dans ses pourparlers avec les puissances temporelles. Il travaille, sans succès, avec l'Allemagne à l'instauration d'un modus vivendi. Il soutient les évêques belges contre le projet de loi gouvernementale qui aurait provoqué le renvoi du nonce apostolique (en).